# Columbia (Grenoble)
Columbia is een Frans historisch merk van motorfietsen.
De bedrijfsnaam was: Moteurs & Motorcycles Columbia, Grenoble
Columbia begon in 1922 met de productie van motorfietsen. Het waren tamelijk primitieve modellen met 198- en 247cc-zijklepmotoren. De productie werd in 1926 beëindigd.